# Salvador Ocampo Pastene
Salvador Ocampo Pastene; (Iquique, Chile, 1 de enero de 1902-Ciudad de México, México, 27 de agosto de 1977) fue un dirigente sindical, obrero y político comunista chileno. 
Fue subsecretario de la Confederación de Trabajadores de Chile desde su fundación. Con Bernardo Ibáñez Águila visitó Francia, Estados Unidos, España y México. En este último país participó del Congreso de Trabajadores, representando a la CTCH. Participó también en el Congreso de las Democracias de Montevideo.
Militante del Partido Comunista, fue elegido Diputado por la 9ª agrupación departamental, correspondiente a las comunas de Rancagua, Cachapoal, Caupolicán y San Vicente (1941-1945). Integró la comisión permanente de Relaciones Exteriores, la de Defensa Nacional y la de Trabajo y Legislación Social.
En 1943 visitó la isla de Cuba y asistió a la Conferencia de Trabajadores de la América Latina. Fue miembro del Comité Parlamentario del Partido Progresista Nacional (nombre que recibió el Partido Comunista durante su período de clandestinidad).
Electo Senador por la 7ª agrupación provincial de Ñuble, Concepción y Arauco (1945-1953). Participó de la comisión de Relaciones Exteriores y Comercio y la de Constitución, Legislación y Justicia.
En la década de los 60 emigró a México, en donde se estableció y contrajo matrimonio en segundas nupcias con Berta Arenal, hermana de la esposa del destacado pintor y muralista mexicano David Alfaro Siqueiros. Tuvieron un hijo, Emilio Ocampo Arenal.
Inmediatamente después del golpe militar del 11 de septiembre de 1973, estando en México, encabezó las tareas de solidaridad con el pueblo de Chile, especialmente en el aspecto político, para terminar con la dictadura militar de Augusto Pinochet.
En México prestó servicios en la Universidad Obrera "Vicente Lombardo Toledano", en el Departamento del Movimiento Obrero Internacional. Falleció en Ciudad de México, el 27 de agosto de 1977.